# SpongeBob’s Surf & Skate Roadtrip
«SpongeBob’s Surf & Skate Roadtrip» — видеоигра по мультсериалу «Губка Боб Квадратные Штаны», изданная компанией «THQ» в 2011 году для игровых приставок Xbox 360 и Nintendo DS. Основана на сборнике отпускных серий 8 сезона мультсериала под названием «Runaway Roadtrip». Является первой игрой по Губке Бобу, в которой применим игровой контроллер Kinect. Это также была последняя игра Nickelodeon, изданная THQ.

## Сюжет
В Сюжетной линии Губке Бобу и Патрику предстоит пережить своё сумасшедшее путешествие на пляже через несколько слайд-шоу, которые переводят игру в аркадный стиль.
В Режиме Испытаний игроку предстоит попрактиковаться в водном спорте, а также исследовать невиданный мир Бикини-Боттом.

## Отзывы
Игра получила смешанные отзывы. Эндрю Хэйворд в журнале «Official Xbox Magazine» сказал по поводу игры: «Игра Surf & Skate Roadtrip остаётся достойным выбором в плане контроллера Kinect для нескольких часов развлечения, особенно для молодых фанатов Губки Боба».
Майк на сайте 123Kinect.com дал игре оценку 5/10, а также написал: «Если вы или ваши дети в порядке с данный предложением, то это действительно посредственная игра, которая может дать им занятие на день или два, но, вероятно, так оно и будет. Я подожду, пока игра не окажется в корзине для покупок, если это тебе нужно». Обзор организации Common Sense Media показал, что игра весёлая, но забываемая.